# Mellicta progressiva
Mellicta progressiva är en fjärilsart som beskrevs av Kseuzopoliskij 1911. Mellicta progressiva ingår i släktet Mellicta och familjen praktfjärilar. Inga underarter finns listade i Catalogue of Life.